# 10797 Guatemala
För andra betydelser, se Guatemala (olika betydelser).
10797 Guatemala eller 1992 GO4 är en asteroid i huvudbältet som upptäcktes den 4 april 1992 av den belgiske astronomen Eric W. Elst vid La Silla-observatoriet. Den är uppkallad efter det sydamerikanska landet Guatemala.